# Neurodiversitat

Un símbol d'infinit amb els colors de l'arc de Sant Martí simbolitza el trastorn de l'espectre autista i el moviment per la neurodiversitat

La neurodiversitat és un enfocament de l'aprenentatge i de la discapacitat que argumenta que diverses condicions neurològiques són el resultat de variacions normals del genoma humà.
Aquest mot creuat de «neurologia» i «diversitat» es va originar a finals de la dècada del 1990 per afirmar que les diferències neurològiques havien de ser reconegudes i respectades com una categoria social, de la mateixa manera que es fa amb el gènere, l'ètnia, l'orientació sexual o la discapacitat física, com un desafiament a les visions predominants que tracten la diversitat neurològica com un trastorn mental.
Hi ha un «moviment per la neurodiversitat», que és un moviment internacional de drets civils que té el moviment pels drets dels autistes com a part del seu moviment més influent. Comparteix el lema del moviment pels drets dels discapacitats, «Res sobre nosaltres sense nosaltres», i el moviment promou l'autodefensa dels seus membres. Els defensors de la neurodiversitat promouen els sistemes de suport (com els serveis centrats en la inclusió, els allotjaments, les tecnologies de comunicació i assistència, la formació ocupacional i el suport per a la vida independent) que permeten a aquells que no són «neurotípics» viure la seva vida en lloc de ser forçats o ser obligats a adoptar idees de normalitat sense criteri, o bé a adaptar-se a un ideal clínic.
Desafiant les normes socials i els estigmes, aquest moviment considera l'autisme, el TDA / TDAH, la dislèxia, la síndrome d'Asperger i altres trastorns com una variació humana natural més que no pas una patologia o un trastorn, i rebutja la idea que les diferències neurològiques han de ser (o poden ser) curades perquè són formes autèntiques de diversitat humana, d'expressió personal i d'ésser.

## Terminologia
Segons el Simposi Nacional sobre la Neurodiversitat celebrat a la Universitat de Syracuse el 2011, la neurodiversitat és:
| « | ... un concepte on les diferències neurològiques han de ser reconegudes i respectades com qualsevol altra variació humana. Aquestes diferències poden incloure les etiquetades com dispràxia, dislèxia, trastorn per dèficit d'atenció amb hiperactivitat, discalcúlia, espectre autista, síndrome de Tourette i altres.' | » |

Segons Pier Jaarsma el 2011, la neurodiversitat és un «concepte controvertit» que «considera el desenvolupament neurològic atípic com una diferència humana normal».
Nick Walker va argumentar el 2012 que no existeix un «individu neurodivers», perquè el concepte de neurodiversitat afecta a totes les persones de tots els estats neurològics i, per tant, totes les persones són neurodiverses. Walker proposa el terme «neurominoritari» com «una paraula bona i no patològica per referir-se a totes les persones que no són neurotípiques». Diu que les persones amb altres estils neurològics estan «marginades i mal acomodades per la cultura dominant». Walker proposa fer una distinció entre la neurodiversitat com a concepte general i el paradigma de la neurodiversitat, o «la comprensió de la neurodiversitat com a forma natural de la diversitat humana sotmesa a la mateixa dinàmica social que altres formes de diversitat», que contrasta amb el paradigma de la patologia de representar les «neurominories» com a problemàtiques i patològiques únicament per la seva desviació de la majoria neurotípica.

## Història
Segons Jaarsma i Welin (2011), el «moviment de la neurodiversitat es va desenvolupar en la dècada del 1990 per grups de persones autistes en línia. Ara s'associa amb la lluita pels drets civils de tots els diagnosticats de trastorns neurològics o de desenvolupament neurològic». El terme «neurodiversitat» també representa un allunyament de les teories de la «mare-culpable» o mare frigorífic del segle xx.
El paradigma de la neurodiversitat va ser inicialment acceptat per individus de l'espectre autista, però posteriorment s'han afegit altres grups que han aplicat el concepte a altres condicions de desenvolupament com el TDAH, trastorns de la parla, dislèxia, dispràxia, discalcúlia, disnòmia i discapacitat intel·lectual; les condicions de salut mental com el trastorn bipolar, l'esquizofrènia, el trastorn esquizoafectiu, la psicopatia, el trastorn obsessivocompulsiu i la síndrome de Tourette; i la malaltia de Parkinson.
S'ha atribuït el terme Judy Singer, un científic social australià en l'espectre autista, i va aparèixer per primera vegada en un article del periodista Harvey Blume (que no va acreditar Singer) a The Atlantic el 30 de setembre de 1998:
| « | La neurodiversitat pot ser tan crucial per a la humanitat com la biodiversitat és, per a la vida, en general. Qui pot dir quina forma de cablejat resultarà millor en un moment donat? La cibernètica i la cultura informàtica, per exemple, pot afavorir una mica la ment autista. | » |

En una article del New York Times del 30 de juny de 1997, Blume no va utilitzar el terme «neurodiversitat», però va descriure el fonament de la idea en la frase «pluralisme neurològic»:
| « | 'Tanmateix, en intentar arribar a un acord amb un món dominat pels neurotípics, els autistes no estan ni disposats ni volen renunciar als seus propis costums. En canvi, proposen una nova unió social, que fa èmfasi en el pluralisme neurològic. ... El consens que sorgeix dels fòrums d'internet i dels llocs web on es congreguen els autistes […] és que el neurotípic és només una de les moltes configuracions neurològiques; la dominant sens dubte, però no necessàriament la millor. | » |

Blume va ser un defensor primerenc que va predir el paper que tindria internet per fomentar el moviment internacional de la neurodiversitat, escrivint:
| « | Hi ha una dimensió política per aquest vincle amb internet. Un projecte anomenat CyberSpace 2000 està dedicat a aconseguir que la major quantitat de persones possible amb espectre autista estiguin connectats per l'any 2000, motiu pel qual internet és un mitjà essencial perquè les persones autistes millorin les seves vides, perquè sol ser l'única forma poden comunicar-se eficaçment ... El desafiament a què ens enfrontem cada cop més, en línia i fora, és mirar-nos de manera diferent del que fèiem abans, és a dir, acceptant la diversitat neurològica. | » |

Alguns autors també acrediten el treball anterior del defensor de l'autisme, Jim Sinclair, que va ser el primer organitzador principal de la comunitat internacional d'autisme en línia. El discurs de Sinclair de 1993, Do not Courn For Us (No ploris per nosaltres), va esmentar que alguns pares consideraven que el diagnòstic d'autisme del seu fill era «el més traumàtic que els va passar». Sinclair (que no va parlar fins als dotze anys) es va dirigir a la pena general que els pares sentien demanant-los que intentessin veure ells mateixos les perspectives de les persones autistes:
| « | La gent no autista veu l'autisme com una gran tragèdia, i els pares experimenten la contínua decepció i dolor en totes les etapes del cicle vital del nen i dels seus familiars. Però aquest dolor no es deriva de l'autisme del nen en si mateix. És una pena per la pèrdua del nen normal que els pares esperaven tenir ... No hi ha un nen normal amagat darrere de l'autisme. L'autisme és una forma de ser. És omnipresent; acoloreix cada experiència, cada sensació, percepció, pensament, emoció i trobada, cada aspecte de l'existència. No és possible separar l'autisme de la persona, i si fos possible, la persona que us hagués deixat fer això no seria la mateixa persona amb la qual vau començar. Això és important, així que tingueu un moment per considerar-ho: l'autisme és una forma de ser. No és possible separar la persona de l'autisme. | » |

També s'ha atribuït a Sinclair la creació de la paraula «neurotípic» a principis de la dècada del 1990, que originalment s'utilitzava per a indicar persones amb cervells «no autistes», però actualment s'utilitza per a indicar persones neurològicament desenvolupades (o la cultura que es construeix al voltant d'aquestes persones). Tant Singer com Sinclair van crear noves maneres de veure i classificar a persones amb diferències neurològiques; primer pel que fa a l'espectre autista, però també pel que fa a altres condicions.
El terme «neurodiversitat» s'ha aplicat a altres condicions i ha assumit un significat més general; per exemple, l'Associació per al Desenvolupament de la Neurodiversitat Adulta (DANDA, de l'anglès Developmental Adult Neurodiversity Association) del Regne Unit inclou trastorns de coordinació del desenvolupament, TDAH, síndrome d'Asperger i condicions semblants. Com que els defensors segueixen marcant, reordenant, definint i redefinint la neurodiversitat, la neurodiversitat s'oposa a la idea que existeix un cervell «normal». En canvi, autors i educadors com Thomas Armstrong, argumenten que la neurodiversitat sigut, i continua sent, necessària per al progrés humà; els seus contextos històrics han configurat i reconfigurat les percepcions de la neurodiversitat i la discapacitat.

## Moviment dels drets dels autistes
El moviment pels drets dels autistes (ARM, de l'anglès Autism Rights Movement) és un moviment social dins del moviment per neurodiversitat que anima als autistes, als seus cuidadors i a la societat a adoptar una posició de neurodiversitat, acceptant l'autisme com una variació en el funcionament que no pas un trastorn mental que s'ha de curar. L'ARM defensa diversos objectius, incloent una major acceptació dels comportaments autistes: les teràpies han d'ensenyar a les persones autistes a millorar les seves habilitats enlloc d'ensenyar a imitar els comportaments de la gent neurotípica; la creació de xarxes socials i esdeveniments que permetin que els autistes socialitzin sota els seus propis termes, i el reconeixement de la comunitat autista com a grup minoritari.
El moviment dels drets dels autistes o els defensors de la neurodiversitat creuen que l'espectre autista és genètic i que s'hauria d'acceptar com una expressió natural del genoma humà. Aquesta perspectiva és diferent d'altres dues visions diferents: la perspectiva generalitzada que l'autisme és causada per un defecte genètic i que s'hauria d'abordar mitjançant la investigació dels gens que causen l'autisme, i la perspectiva que l'autisme és causat per factors ambientals i que es podria curar investigant les causes ambientals que el provoquen.
Molts autistes simpatitzants dels drets dels autistes es descriuen a través de paraules que emfatitzen la condició com a part intrínseca de la seva identitat, com ara «autista» o «aspie» per a aquells amb síndrome d'Asperger. Això contrasta amb una recomanació general de les organitzacions estatunidenques de promoció de la discapacitat per a l'ús de la primera persona quan es refereix a una persona amb una condició o discapacitat mèdica o mental, que posa èmfasi en la persona que té la condició, que en comptes d'estar definida per ella. Hi ha arguments generals acceptats per a l'ús del terme «persones amb discapacitat» d'acord amb el model social de discapacitat que es reconeix al Regne Unit i en altres llocs.

## La perspectiva d'acceptació
Els membres de les diverses organitzacions dels drets dels autistes consideren que l'autisme no és una malaltia sinó una forma de viure, però recomanen l'acceptació de la recerca d'una cura. Alguns defensors creuen que les teràpies comunes per a les diferències de comportament i llenguatge associades amb l'autisme, com l'anàlisi de comportament aplicat (ABA', de l'anglès Applied Behaviour Analysis), no només són errònies sinó també no ètiques.
La «perspectiva d'acceptació», recolzada pel moviment dels drets dels autistes, és un punt de vista que diu que l'autisme no és un trastorn, sinó una ocurrència normal, una variació alternativa en el cablejat cerebral o una expressió menys comuna del genoma humà. Els defensors d'aquesta perspectiva creuen que l'autisme és una forma única del ser humà que ha de ser validada, recolzada i apreciada en comptes de rebutjada, discriminada o eliminada. Ells creuen que les peculiaritats i la singularitat dels individus autistes han de ser tolerades, ja que les diferències de qualsevol grup minoritari han de ser tolerades, i que els esforços per eliminar l'autisme no s'han de comparar, per exemple, amb la curació del càncer sinó la noció antiquada de curar esquerrans.
L'ARM forma part d'un moviment més ampli que defensa els drets dels discapacitats i, com a tal, reconeix el model social de discapacitat. Dins del model, el forcejament que pateixen les persones autistes es consideren discriminació.

### Defensors
Segons Andrew Fenton i Tim Krahn, els defensors de la neurodiversitat s'esforcen per reconceptualitzar l'autisme i les condicions afins a la societat mitjançant les següents mesures: reconèixer que la neurodiversitat no requereix una cura; canviar el llenguatge de la «condició, malaltia, trastorn o malaltia actual», nomenclatura basada, i «ampliar la comprensió de la vida sana o independent»; reconeixent nous tipus d'autonomia; i donant a les persones no neurotípiques més control sobre el seu tractament, incloent-hi el tipus, el temps i si hauria de tenir-ne tractament.
Un estudi de 2009 d'Edward Griffin i David Pollak van separar a 27 estudiants (amb autisme, dislèxia, trastorns de coordinació del desenvolupament, TDAH i vessaments cerebrovasculars), en dues categories d'opinió pròpia: «una visió de diferència», on la neurodiversitat es va veure com una diferència incorporant un conjunt de fortaleses i debilitats, o «una visió mèdica / dèficit», on la neurodiversitat es veia com una condició mèdica «desfavorable». Van trobar que, tot i que tots els estudiants tenien carreres d'escolarització uniformement difícils que incloïen exclusió, abús i assetjament escolar, els que es veien des d'una perspectiva de diferència (41% del grup d'estudi) «van indicar una major autoestima acadèmica i confiança en les seves habilitats i molts (73%) van expressar grans ambicions professionals amb objectius positius i clars». Molts d'aquests estudiants van explicar que van obtenir aquesta visió de si mateixos mitjançant el contacte amb defensors de la neurodiversitat en grups de suport en línia.
Una enquesta en línia de 2013 ha afirmat que «una concepció d'autisme tan deficitària com a diferència suggereix la importància d'aprofitar els trets autistes de manera beneficiosa, transcendint una falsa dicotomia entre celebrar diferències i millorar el dèficit». El 2013, el gegant alemany de programari informàtic SAP, que busca innovació que «prové de les arestes», va llançar un impuls de selecció de personal per a proves de programari que buscaven específicament autistes. Freddie Mac, l'empresa financera d'habitatge dels EUA, va dirigir la segona ronda de pràctiques pagades de la campanya de contractació a estudiants autistes.

### Opositors
El concepte de neurodiversitat és controvertit. Els que donen suport al model mèdic de la discapacitat identifiquen les diferències mentals associades a aquestes condicions com trastorns, dèficits i disfuncions, diferències intrínseques en el funcionament que causen impediments en molts àmbits de la vida. Des d'aquest punt de vista, els estats mentals que estan englobats per la neurodiversitat són condicions mèdiques que poden i han de ser tractats. L'escriptor David Pollak considera que la neurodiversitat és un terme inclusiu per a la igualtat de tots els estats mentals possibles. Encara altres rebutgen la paraula perquè creuen que sona massa mèdic.
El concepte de neurodiversitat aplicat a l'autisme és criticat per haver-se distorsionat cap als individus «d'alt funcionament» de l'espectre autista o els que tenen formes més suaus de la malaltia. Els que tenen un autisme de «baix funcionament» sovint es veuen afectades de manera significativa en el seu funcionament quotidià i poden no ser capaços de rendir eficaçment fins i tot amb l'ús extensiu de tecnologies avançades d'assistència. Atès que molts d'aquests individus de baix funcionament no poden comunicar-se de manera eficaç per expressar les seves opinions i desitjos, la controvèrsia envolta la qüestió de qui els representa i què representa els seus interessos. Sue Rubin, una autista i escriptora que va ser objecte d'un documental L'autisme és un món, afavoreix la curació de la malaltia i afirma que mentre que els que tenen un autisme d'alt funcionament tendeixen a donar suport a la posició de la neurodiversitat contra la curació, L'autisme funcionant generalment ocupa l'opinió contrària. Jaarsma i Welin van escriure el 2011 que «l'àmplia versió de la reivindicació de la neurodiversitat, que comprenen un autisme de baix funcionament i d'alt funcionament, és problemàtica. Només una concepció estreta de la neurodiversitat, que es refereix exclusivament a autistes d'alt funcionament, és raonable». Diuen que «els individus amb un «autèntic funcionament superior poden no ser beneficiats amb un diagnòstic basat en deficiències psiquiàtriques ... alguns d'ells es veuen perjudicats per la falta de respecte que el diagnòstic mostra per la seva forma natural de ser», però «pensem que encara és raonable incloure altres categories d'autisme en el diagnòstic psiquiàtric. S'hauria d'acceptar la concepció estreta de la reclamació de la neurodiversitat, però la reclamació més àmplia no hauria de ser».
S'ha aplicat una crítica contra la posició d'acceptació dels defensors de la neurodiversitat, i s'observa que, fins i tot si les teràpies biomèdiques que apunten a les característiques clíniques de, per exemple, l'autisme i les condicions que poden aparèixer amb ell, no equivalen a una cura completa, aquests tractaments encara poden millorar significativament el funcionament quotidià i la qualitat de vida d'aquells amb aquestes condicions. Tot i que aquests tractaments requereixen inversions i desenvolupaments substancials i no estarien disponibles per a la seva aplicació en el futur immediat, poden proporcionar un major benefici en el futur i a llarg termini. Per a molts que consideren l'autisme com una malaltia de desenvolupament incapacitant, la perspectiva d'acceptació de la neurodiversitat insulta el sofriment dels pacients i les seves famílies.
Jonathan Mitchell és un escriptor i blogger autista que és un oponent vocal del moviment de la neurodiversitat i defensor de la investigació per a una cura de l'autisme, i critica la neurodiversitat per proporcionar «solucions simplistes a problemes durs» i trivialitzar els aspectes discapacitants de l'autisme. Considera que la seva condició ha afectat negativament la seva vida, descrivint l'autisme com «haver-me impedit de guanyar-se la vida o de tenir una núvia». «M'ha donat problemes de coordinació motora dolenta i difícilment puc escriure. Tinc una habilitat alterada per relacionar-me amb gent. No puc concentrar-me ni fes coses». Ell descriu la neurodiversitat com una «vàlvula d'escapament temptadora» per a moltes de les persones que estan en l'espectre autista, i comentant sobre la suposició d'una acceptació general de la neurodiversitat per part de l'espectre, diu que «la majoria de les persones amb un trastorn de l'espectre autista mai han expressat les seves opinions sobre el blog d'una persona» i afirma que «la neurodiversitat no té cap solució per autistes de baix funcionament». També critica a Temple Grandin per fer generalitzacions sobre la condició i les experiències d'aquells amb qui diu que les seves generalitzacions trivialitzen el seu patiment. Mitchell és una de les veus més polèmiques de la blogosfera autista i ha estat molt criticat per molts membres del moviment de la neurodiversitat.

## Contribucions a la ciència
El discurs de la neurodiversitat argumenta que la diversitat de formes de pensament de les persones ha contribuït a l'evolució de l'espècie humana, principalment permetent descobriments científics. Aquesta teoria compta amb el suport d'un estudi de la Universitat de York.

## Expressió artística
Segons Erin Manninget i Brian Massumi, «des de fa dècades s'ha pensat que els autistes no tenen accés al llenguatge figuratiu [...]. Recentment, els autistes han pogut accedir a la formació de l'escriptura creativa, i els resultats han estat com a mínim espectaculars». Assenyalen que els autistes «classificats com a greus discapacitats», com Tito Mukhopadhyay, DJ Savarese, Amanda Baggs, Jim Sinclair, Larry Bissonnette, Sue Rubin i Jamie Burke, es poden expressar amb els seus «escrits de sorprenents complexitat, ritme i de qualitats tonal, de rellevància política. Aquestes persones autistes destaquen com el món balla i l'entenen com un camp ple de floracions potencials». Ralph Savarese, poeta i pare de DJ Savarese, recolza el moviment de la neurodiversitat.
Si el moviment vol destacar les produccions artístiques de persones neurodivergents, també passa que les persones neurotipiques estan inspirades en la neurodiversitat. L'artista estatunidenc Ali Hossaini ha desenvolupat una instal·lació de vídeo anomenada Neurodiversity, que intenta reconstruir les experiències sensorials de persones autistes.

## Educació especial
El concepte de neurodiversitat també és invocat en la matèria d'educació perquè es deixi de culpar als estudiants amb discapacitats d'aprenentatge, prèviament vistos com a «lents» o «bèsties», i que els permeti accedir a una educació especial i adaptada.
Thomas Armstrong, autor d'un llibre sobre el tema, considera que una educació especial i adaptada a aquests nens dona millors resultats que no pas deixar-los que s'adaptin sense reconèixer les seves particularitats o privar-los de l'educació. Això implica, però, un treball addicional per part dels professors, per tal d'identificar les especificitats de cada nen i adequar-ne l'ensenyament.

## Protagonistes, esdeveniments i campanyes
L'activisme de la neurodiversitat ha estat durant molt de temps representat per activistes de l'autisme, però altres persones s'hi han unit. L'educador especialista Thomas Armstrong considera que el concepte de neurodiversitat és revolucionari en l'educació, ja que reemplaça el concepte negatiu de «dificultat» dels diferents estudiants per un concepte positiu, centrant-se en les fortaleses i la diversitat en comptes de les debilitats i la discapacitat. A través dels seus llibres de retrats positius de persones amb discapacitats intel·lectuals o «deficiències», Oliver Sacks va fer una ràpida defensa de la neurodiversitat, encara que no utilitzés el terme.

### Militants implicats

#### Temple Grandin
Sense utilitzar el terme «neurodiversitat», Temple Grandin defensa aquest concepte fins a cert punt, al oposar-se a qualsevol política d'eugenèsia que vulgui eliminar l'autisme del patrimoni genètic humà, creient que l'existència de persones que no estan interessades en les relacions socials permet descobriments importants en la ciència i en l'art: «S'ha de preguntar per què Déu o la naturalesa han creat condicions tan terribles com l'autisme, les depressions maníaques i l'esquizofrènia. No obstant això, si els gens que causen aquestes condicions s'eliminen, hi hauria un terrible preu per pagar».

#### Amanda Baggs
Segons Paul B. Preciado, el manifest cinematogràfic d'Amanda Baggs és «una meravella, en què afirma el reconeixement d'un sistema de sensibilitat i coneixement que no és el de validesa […] el dret a un llenguatge desviat, a un sistema d'altra sensibilitat».

#### Judy Singer
Judy Singer va crear el seu lloc web per promoure la neurodiversitat el 1999, i «analitza el desenvolupament de la identitat autista com el repte per al moviment de persones amb discapacitat».

#### Kathleen Seidel
Kathleen Seidel és la responsable del lloc web de neurodiversity.com. Ella va compartir la seva reacció davant l'anunci de la síndrome d'Asperger del seu fill: «Vols millorar-la? o vols celebrar la notícia?» Ella va respondre que «era un repte acceptar que el seu fill no volia ser tocat, que volia evitar el contacte visual». Però quan va escoltar el diagnòstic, havia anat més enllà d'aquesta etapa: «Volia comprendre el que el meu fill necessitava per obtenir els seus benefici, per la seva realització».

#### Steve Silberman
Steve Silberman, autor de NeuroTribes, considera que la creació del concepte de neurodiversitat és l'avenç més prometedor per millorar la qualitat de vida de les persones amb autisme, dislèxia o amb TDAH i les seves famílies.

#### Familiars
Alguns pares de nens amb autisme afirmen que el tractament diària dels seus fills amb discapacitat els ha ajudat a ser «millors persones», que s'ha reforçat la cohesió familiar i que els nens amb autisme donen «lliçons morals importants», especialment per obrir el seu entorn a la neurodiversitat.

### Esdevediments
Des de l'any 2011, la Societat de l'Autisme d'Àfrica Occidental (ASWA, de l'anglès Autism Society of West Africa, ASWA) organitza a l'abril l'Autism Awareness and Acceptance Month (Mes de la sensibilització i acceptació de l'autisme). Des de 2014, organitza, cada any, amb el British Council d'Accra, tres dies de conferències sobre autisme i tecnologia, que se celebren al voltant del World Day of Autism Awareness (Dia mundial de la conscienciació de l'autisme). El 2016, el tema d'aquestes conferències va ser «Celebrating neurodiversity in West Africa» (Celebrant la neurodiversitat a l'Àfrica occidental), un tema que correspon al programa 2016 de l'ASWA. Aquest tema es va inspirar en la publicació de l'assaig NeuroTribes de Steve Silberman. El 2017, es va celebrar el Primer Saló de la Neurodiversitat a Mont-real (Canadà), on es van reunir ponents, expositors i participants per celebrar totes les variacions neurològiques com a recurs humà.

## Representacions en mitjans
Thomas Armstrong cita nombrosos exemples de personatges neurodivergents de la cultura popular, inclosos Calvin (dèficit d'atenció), Monk (comportament obsessiu) i John Nash a la pel·lícula Una ment meravellosa, inspirada lliurement en la vida del matemàtic esquizofrènic John Forbes Nash.

## Controvèrsies i polèmiques
Aquest concepte també es descriu de forma més radical, encara que controvertida, evocant la neurodiversitat com un moviment que «promou la idea que el desenvolupament neurològic atípic com l'autisme, o, per exemple, la dislèxia, síndrome de Tourette o trastorns de dèficit d'atenció amb hiperactivitat o sense és un estil de vida». A França, el president de l'associació Vaincre l'autisme (Derrota a l'autisme) creu que l'enfocament dels activistes de la neurodiversitat no té cap base científica, i que aquesta minoria militant amaga el patiment de les persones amb autisme que és pesat. En el seu blog en Psychology Today, l'autora i mare d'Amy SF Lutz creu que «poques coses són més surrealista per al pare d'un nen autista que la retòrica de la neurodiversitat que recentment va culminar en el llibre de Steve Silberman».
L'arribada d'estudiants de secundària i de preparatòria que advoquen la neurodiversitat i es neguen a adaptar el seu comportament a la norma podria plantejar problemes per professors.

### Llibres
- Antonetta, Susanne. A Mind Apart: Travels in a Neurodiverse World (en anglès).  Penguin, 2007. ISBN 9781101215951.
- Armstrong, Thomas. Neurodiversity: Discovering the Extraordinary Gifts of Autism, ADHD, Dyslexia, and Other Brain Differences (en anglès).  Boston: Da Capo Lifelong, 2010. ISBN 978-0738213545.
- Armstrong, Thomas. Neurodiversity in the Classroom: Strength-Based Strategies to Help Students with Special Needs Succeed in School and Life (en anglès).  Alexandria, VA: Association for Supervision & Curriculum Development, 2012. ISBN 978-1416614838.
- Chamak, Brigitte; Bonniau, Béatrice. «cap. 8 «Neurodiversité : une autre façon de penser»». A: Neurosciences et société: enjeux des savoirs et pratiques sur le cerveau (en francès).  Paris: Armand Colin, 2014, p. 211-230 (Recherches). ISBN 978-2-200-28764-1. OCLC 875285620.
- Chamak, Brigitte. «Le concept de neurodiversité ou l'éloge de la différence». A: Santé mentale: guérison et rétablissement: regards croisés.  Montrouge: John Libbey Eurotext, 2015 (L'Offre de soins en psychiatrie). ISBN 978-2-7420-1422-4. OCLC 934147019.
- Eyal, Gil. The Autism Matrix (en anglès).  Polity, 2010. ISBN 9780745643991.
- Silberman, Steve. NeuroTribes: The Legacy of Autism and the Future of Neurodiversity (en anglès).  Avery, 2016. ISBN 978-0399185618.
- Singer, Judy. NeuroDiversity: The Birth of an Idea.  Amazon Australia Services, Inc, 2016. (ASIN B01HY0QTEE)
- Reitman, Harold. Aspertools: The Practical Guide for Understanding and Embracing Asperger's, Autism Spectrum Disorders, and Neurodiversity (en anglès).  Deerfield Beach, FL: HCI Books, 2015. ISBN 9780757318542.

### Articles
- [Blume 1998] (anglès) Harvey Blume, «Neurodiversity: On the neurological underpinnings of geekdom», The Atlantic, setembre de 1998
- [Cazalis 2014] (francès) Fabienne Cazalis, «Autisme : pour une prise en compte de la neurodiversité», Pour la science, n. 443, setembre de 2014
- [Chiche 2011] (francès) Sarah Chiche, «Fiers d'être autistes : la neurodiversité, un mouvement polémique», Sciences Humaines, 19 de gener de 2011
- [Jurecic 2007] (anglès) Ann Jurecic, «Neurodiversity », College English, National Council of Teachers of English, vol. 69, n. 5, maig de 2007, p. 421-442
- [Ortega 2009] (anglès) Francisco Ortega, «The Cerebral Subject and the Challenge of Neurodiversity», BioSocieties, vol. 4, n. 4, 22 de desembre de 2009, p. 425–445 (ISSN 1745-8552 i 1745-8560, DOI 10.1017/S1745855209990287)
- [Silberman 2013] (anglès) Steve Silberman, «Neurodiversity Rewires Conventional Thinking About Brains», Wired, abril de 2013
- [Solomon 2008] (anglès) Andrew Solomon, «The Autism Rights Movement», New York, 25 de maig de 2008